# 부르키나파소의 경제
부르키나파소의 경제는 주로 자급 농업과 가축 사육에 기반을 두고 있다. 부르키나파소는 2014년 1인당 평균 구매력-동등성이 1,900달러이고 명목 1인당 구매력은 790달러이다. 인구의 80% 이상이 자급 농업에 의존하고 있으며, 산업과 서비스에 직접 관여하는 비율은 극히 일부에 불과하다. 매우 가변적인 강우량, 열악한 토양, 적절한 통신과 다른 기반 시설의 부족, 낮은 식자율, 그리고 침체된 경제는 모두 이 육지로 둘러싸인 나라의 오랜 문제이다. 수출 경제도 여전히 세계 물가의 변동에 시달렸다.
이 나라는 높은 인구 밀도와 적은 천연 자원, 그리고 취약한 토양을 가지고 있다. 산업은 여전히 수익성이 없는 정부 관리 기업들에 의해 지배되고 있다. 1994년 1월 아프리카 프랑화 평가절하 이후, 정부는 국제기구와 연계한 개발 프로그램을 업데이트했고, 수출과 경제 성장이 증가했다. 거시경제학의 유지는 지속적인 낮은 인플레이션, 무역 적자의 감소, 그리고 민간 투자를 장려하기 위해 고안된 개혁에 달려 있다.
부르키나파소 금융시스템은 국내총생산(GDP)의 30%를 차지하며 전체 금융시스템 자산의 90%를 차지하는 은행권이 장악하고 있다. 11개의 은행과 5개의 비은행 금융기관이 국내에서 운영되고 있다.
3대 은행이 전체 금융권 자산의 60%에 육박할 정도로 은행권의 집중도가 높다. 은행은 일반적으로 자본이 충분하지만, 면화 부문에 과도하게 노출되어 있기 때문에 여전히 취약하다.
2018년 12월 세계은행의 보고서에 따르면 최근 몇 년간 금 수출은 증가하고 있는 반면 면화는 가장 중요한 현금 작물이 되었다. 2017년 경제성장률은 금 생산과 인프라 투자 증가로 인해 2017년 6.4%(2016년 5.9%)로 증가하였다. 임금법안 증가에 따른 소비 증가도 경제성장을 뒷받침했다. 인플레이션은 그 해 0.4%로 낮은 수준을 유지했지만, 공공 적자는 GDP의 7.7%(2016년 3.5%)로 증가했다. 정부는 부채의 재원을 마련하기 위해 계속해서 재정 지원과 대출을 받고 있었다. 정부는 재정적자를 충당하기 위해 지역 시장에 대한 차입과 양보를 병행하였다. 세계은행은 비록 부정적인 영향을 미칠 수 있지만, 경제 전망이 단기적으로나 중기적으로나 호의적이라고 말했다. 위험 요소로는 고유가, 금과 면화(수출) 가격 인하, 테러 위협, 노동 파업 등이 있었다.

## 거시경제동향

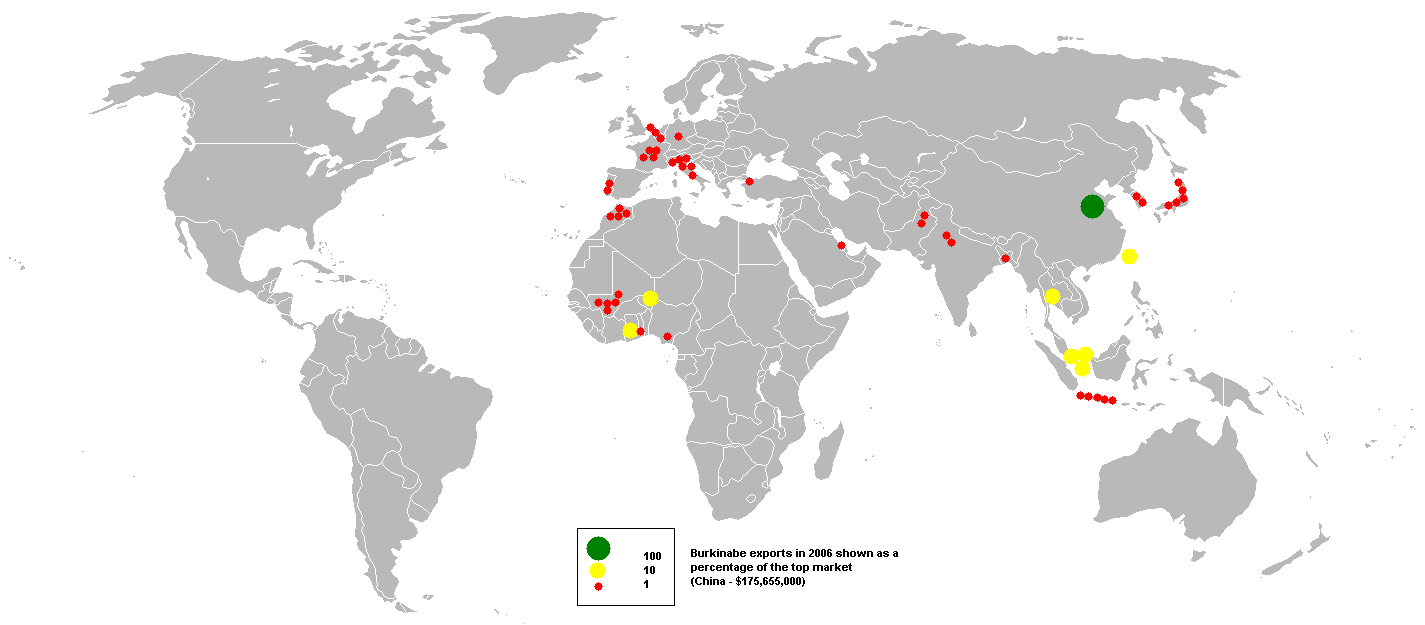
2006년 부르키나파소 수출

부르키나파소의 1인당 GDP는 60년대에 13% 성장하여 70년대에 237%의 정점을 찍었다. 그러나 이는 지속 불가능한 것으로 판명되어 80년대에 성장률은 23%로 감소했다. 결국 90년대에 37%나 줄어들었다. 2007년의 평균 임금은 하루에 2달러에서 3달러를 맴돌고 있다.
비록 극도로 자원이 부족한 국내 경제로 인해 어려움을 겪고 있지만, 부르키나파소는 1991년에 시작한 구조 조정 프로그램에 전념하고 있다. 1994년 1월 CFA의 평가절하 이후 1996년 성장률이 5.9%로 크게 회복되었다.
많은 부르키나파소인들이 일을 위해 이웃 국가로 이주하고, 그들의 송금은 국제수지에 상당한 기여를 한다. 부르키나파소는 광물자원 개발, 인프라 개선, 농축산 부문 생산성과 경쟁력 강화, 곡물 공급과 가격 안정화를 통해 경제 개선을 시도하고 있다.
농업 경제는 여전히 강우량 변동에 매우 취약하다. 부르키나파소 중북부 모시 고원은 사하라 사막의 침식에 직면해 있다. 결과적으로 남하한 이동은 모시 고원 남쪽의 매우 제한된 수자원을 통제하기 위한 경쟁이 치열해진다는 것을 의미한다. 인구의 대부분은 기후, 토양 침식, 기초 기술 등의 문제를 안고 살아가는 자급자족 농부로 근근이 살아가고 있다. 주요 작물은 진주 기장, 수수, 옥수수, 쌀이다. 현금 작물은 면화, 땅콩, 카라이트, 깨이다. 한때 주요 수출품이었던 가축이 감소세로 돌아섰다.
아프리카 개발 은행 그룹의 2018년 보고서는 거시경제진화에 대해 논의하였다. "예산의 적자를 가중시킬 수 있는 사회 복지 사업과 안보에 대한 투자와 지속적인 지출"이다. 이 그룹의 2018년 예측은 2018년 예산 적자가 GDP의 4.8%, 2019년 2.9%로 감소할 것으로 나타났다. 국가 경제 및 사회 개발 계획과 관련된 공공 부채는 2017년 GDP의 36.9%로 추정되었다.

## 대외 무역

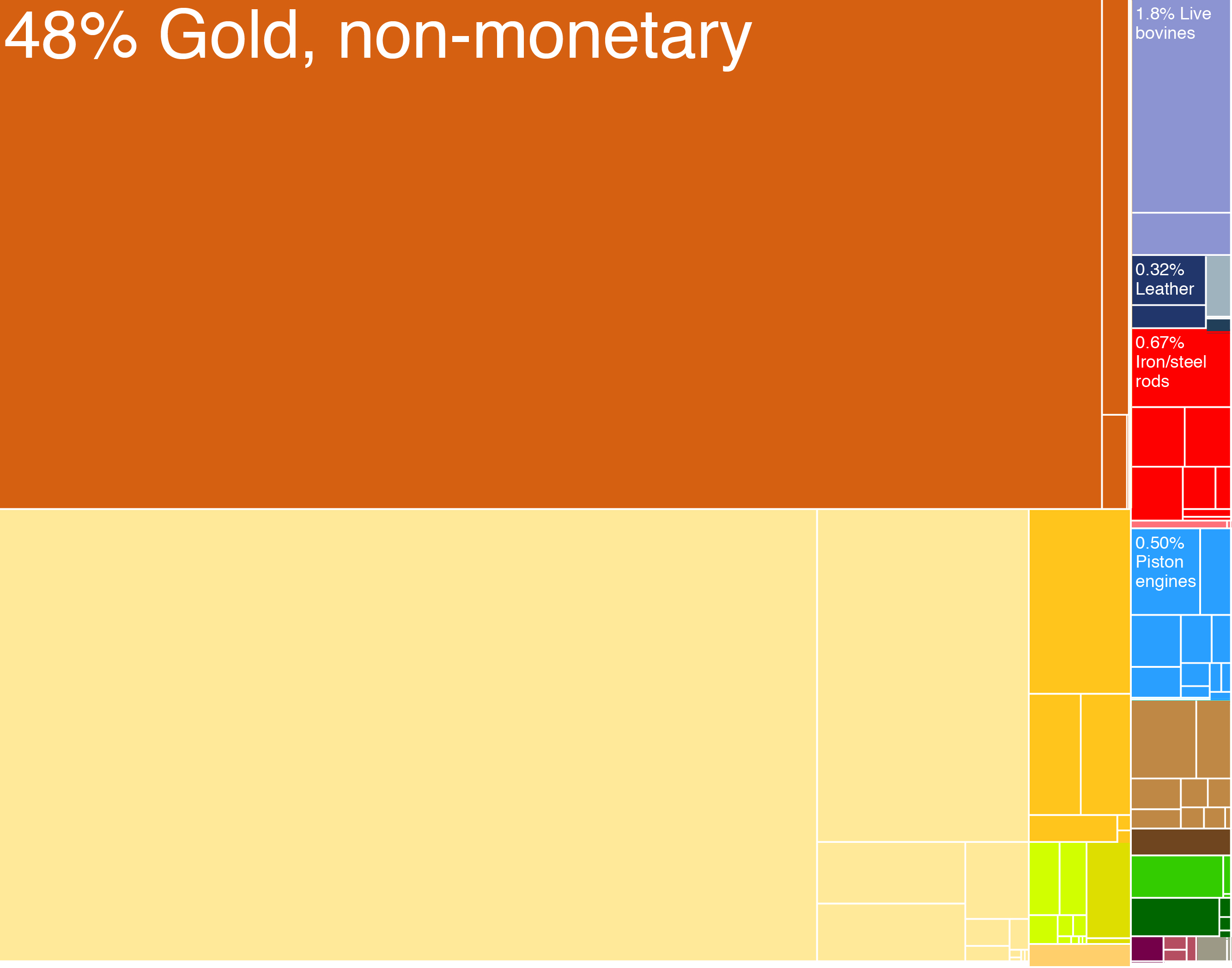
부르키나파소 트리맵 수출 (2009년)

산업은 아직 초기 단계에 있으며 주로 보보디울라소, 와가두구, 방포라, 쿠두구 등에 위치한다. 제조업은 식품 가공, 섬유 및 기타 관세에 의해 엄중하게 보호되는 수입 대체품으로 제한된다. 일부 공장은 개인 소유이고, 다른 공장은 민영화될 예정이다. 부르키나파소의 천연자원은 제한적이지만 망간 광석이 북동쪽에 위치해 있다. 금광업은 1980년대 중반 이후 크게 증가했으며 면화와 함께 주요 수출 수입원이다. 그러나 최근 미국 노동부 보고서에 따르면 금과 면화 모두 주로 아동 노동과 강제 노동에 의해 생산된 상품으로 등재되어 있다.

## 같이 보기
- 유엔 아프리카 경제 위원회